# Kommunistisk parti
Et kommunistisk parti er et politisk parti, der tilslutter sig den kommunistiske ideologi i en eller anden udgave.

## Danmark
Historisk har de kommunistiske partier i Danmark været stærkt splittede både ideologisk (bl.a. mellem leninister og maoister) og strategisk (f.eks. i forholdet til andre partier på venstrefløjen). Denne splittelse er bl.a. blevet imødegået af samarbejdet om Enhedslisten, der i nyere tid har været den eneste gruppering med reel chance for folketingspladser.
I Danmark er der i dag 3 kommunistiske partier:
- Danmarks Kommunistiske Parti, DKP
- Arbejderpartiet Kommunisterne, ApK
- Kommunistisk Parti, KP

Der er også to organisationer som ikke erklærer sig partier eller er tilknyttet nogen partier:
- Revolutionære Socialister, RS[1]
- Danmark Kommunistiske Ungdom, DKU[2]

## Andre lande

### Grækenland
- Græske kommunistparti KKE

### Norge
- Norges Kommunistiske Parti, NKP

### Sverige
- Kommunistiska partiet
- Sveriges kommunistiska parti, SKP

### Tyskland
- Deutsche Kommunistische Partei, DKP
- Kommunistische Partei Deutschlands, KPD